# Lestizza
Lestizza (Listize in friulano standard, Listisse nella variante locale) è un comune italiano di 3 578 abitanti del Friuli-Venezia Giulia.

## Geografia fisica
Comune della pianura friulana, Lestizza si colloca all'intersezione di tre importanti vie di comunicazione, la Strada statale 13 Pontebbana, la SP 95, familiarmente conosciuta con il termine Ferrata e, a sud, la Strada statale 252 di Palmanova, denominata Napoleonica. La frazione di LESTIZZA è la più grande del comune e il numero di abitanti si aggira intorno a 900.
I corsi d'acqua che l'attraversano sono derivazioni del canale Ledra: il canale Martignacco, che passa per Sclaunicco e Lestizza, e il canale Passons, da Sclaunicco a Santa Maria, da poco in disuso; per Nespoledo passa il canale di San Vito.
Il settanta per cento della popolazione è impiegata fuori comune nei servizi, nell'artigianato e nell'industria; il rimanente è composto da agricoltori e piccola imprenditoria artigiana. Il sette per cento dei capi bovini allevati sul territorio provinciale appartiene alle aziende del comune di Lestizza, in particolare a Sclaunicco.
Il territorio circostante è completamente coltivato (in alcuni tratti in modo intensivo in seguito ai riordini degli anni Settanta-Ottanta); rari ormai i prati stabili e le boschette. Si coltiva soprattutto mais e in minor misura orzo, soia ed erba medica. In diminuzione la coltura tradizionale della vite; recentemente si sono organizzati alcuni impianti per frutticoltura (mele e kiwi), orticoltura e floricoltura. È diffusa la vendita dei prodotti in azienda.
Le specie arboree diffuse sono l'infestante robinia (agacie), il sambuco (saûl), il mirabolano (emolâr), il pruno selvatico (brùgnul), il bagolaro (pomolâr), l'ailanto (coçat), il platano, il frassino, l'ornello (vuar), l'olmo campestre (ol), l'acero di campagna (crestâr) e la quercia (rôl); tra gli arbusti la rosa canina (picecûl) e il biancospino comune (baraç banc). Ancora resiste qualche filare di gelsi (moralade), un tempo comunissimi a dividere le proprietà e alimentare l'allevamento del baco da seta.
I fiori selvatici ormai sono molto rari, a causa del diserbo e della concimazione azotata: relativamente diffuse la viola, l'ortica selvatica e la margheritina; qualche traccia di antichi luoghi umidi rivelano la corydalis cava (gjalinute), il croco primaverile, la primula gialla e il bucaneve.
Si possono raccogliere erbe spontanee da cuocere: tarassaco (tale), silene (sclopit), valerianella (ardielut), germogli di papavero (confenons), bellidiastro (oregluce), cime di luppolo (urtiçons).
Quanto alla fauna, si riscontra la presenza di lepri, ma anche di volpi e tassi. Il cinghiale e il capriolo fanno qualche comparsa, provenendo dalle zone incolte del vicino Cormôr, che scorre ai confini, in comune di Pozzuolo del Friuli e Mortegliano.
Numerose le specie di uccelli nidificanti in loco: il merlo (miarli), il germano (masurin), la cornacchia grigia (çore), la gazza (cheche), la ghiandaia (gjaie), il colombo selvatico, il rigogolo (luri), la quaglia (cuaie), la starna; fin troppo diffuse le tortorelle, sempre più rari invece il cuculo e il fagiano. In aumento i rapaci: la poiana e il falco (falcuç).

## Storia
Il primo insediamento sul territorio lestizzese risale all'età del bronzo: si tratta del castelliere "Las rives" presso Galleriano, un abitato di capanne, difeso da palizzate e racchiuso entro gli aggeri.
Testimoniano l'età romana monete, fibule, frammenti di vasellame, di anfore, laterizi bollati e altri reperti provenienti da trenta siti archeologici sparsi sul territorio comunale. In località Paluzzana è venuta alla luce una statuina bronzea di Marte, ora al Museo di Udine. Alla prima metà del secolo I d.C. risale la necropoli Cossetti di Nespoledo; dal sito di via Montenero a Sclaunicco, dove si sono trovate una ventina di sepolture a cremazione e inumazione (I secolo a.C. - VII secolo d.C), sono emersi anche reperti longobardi.
Per far fronte al conseguente spopolamento dovuto alle incursioni ungare (899-955), coloni slavi ripopolarono queste terre: lo rivelano anche i toponimi di Lestizza e Sclaunicco. All'epoca patriarcale risalgono le prime citazioni dei paesi: Villacaccia è villa Chazil (1145), possesso di un nobile tedesco, citata poi insieme a Lastiza in un documento del 1174, mentre Santa Maria e Sclaunicco hanno la prima citazione nel 1255, Galleriano dieci anni dopo e Nespoledo nel 1302 ("de Nespoleto"). Ai conti di Gorizia, avvocati della Chiesa aquileiese, furono dati in beneficio Lestizza, Villacaccia, Nespoledo, Sclaunicco, Santa Maria (possessi aggregati al castello di Belgrado), mentre Galleriano dipendeva direttamente dalla gastaldia di Udine. Le cortine erette attorno alle chiese e le torri di avvistamento (toresses) difendevano i paesi contro i turchi.
Sotto Venezia i conti Savorgnan ottennero la giurisdizione sul feudo di Belgrado, che godeva di ampi privilegi. La comunità si governava attraverso la "vicinia", che eleggeva il proprio degano o podestà. Furono secoli di grande miseria per i ceti popolari: affittuari perennemente in debito con i padroni, epidemie di persone e animali, mortalità infantile altissima. Contro le epidemie bovine operò il medico Agostino Pagani, originario di Sclaunicco (1769-1847).
Con la caduta di Venezia (1797) finì il dominio dei Savorgnan e si istituirono le municipalità. I francesi spogliarono chiese e palazzi delle suppellettili preziose e fecero requisizione di cibo. Vennero istituiti i comuni (a quello di Lestizza, incluso nel dipartimento di Passariano, si aggregò anche Carpeneto fino al 1911). Nel 1813 le truppe asburgiche rioccuparono il Friuli, che due anni dopo entrò a far parte del Regno Lombardo-Veneto. Carestia e colera decimarono la popolazione negli anni seguenti. Anche Lestizza arruolò volontari per i moti risorgimentali nel 1848. Nel 1866 il passaggio del Friuli all'Italia; nel comune solo il 4,5 per cento degli abitanti sapeva leggere. La vicinanza del confine diede luogo a varie lamentele, dato che il suo tracciato era giudicato "fittizio e irregolare" in quanto tagliava campi e strade. Riccardo Fabris, originario del comune, consacrò il suo libro Il confine orientale d'Italia a questo problema. Nel primo '900 sorsero le cooperative e le latterie (a Sclaunicco nel 1911) per far fronte alle difficili condizioni economiche della popolazione, ma ugualmente si continuò a cercare lavoro lontano, anche oltre oceano. Gli emigranti dovettero tornare allo scoppio della Grande Guerra per andare al fronte. Dopo la rotta di Caporetto Nespoledo rischiò di essere data alle fiamme dagli austriaci; si combatté a Sclaunicco, Galleriano, presso Nespoledo e a Villacaccia. Alla fine del conflitto l'epidemia "spagnola" e l'alluvione del Cormôr (1920) aggiunsero tragedie e danni.
Sotto il sindaco Raffaello Pagani fu l'inizio dell'era fascista, che vide l'assassinio dell'assessore Ludovico De Giorgio nel 1922 e la protesta delle donne per la chiusura della Cooperativa nel '32. Di nuovo la guerra: giovani e padri di famiglia partirono per l'Albania, la Grecia, la Jugoslavia, la Russia e l'Africa: Lestizza tributò 67 vite umane. Furono colpite dai bombardamenti Lestizza, Santa Maria e Villacaccia.
Nel dopoguerra parte del territorio comunale, a ovest, fu occupato per far posto all'aeroporto militare di Rivolto. Lestizza si dotò di scuole elementari, asfaltature, acquedotto, fogne e irrigazione. Negli anni '70 e '80 queste strutture ebbero compimento (assieme alla metanizzazione, alla scuola media e alla biblioteca civica) e negli anni '90 si costruì l'auditorium. Intanto si consolidavano la scolarizzazione di massa, il benessere diffuso, le attività delle associazioni, la fine dell'emigrazione, della disoccupazione e delle contese tra le frazioni.
Il terremoto del 1976 non provocò danni evidenti; dal '98, dopo forti esondazioni del Cormôr, la Regione è intervenuta per la messa in sicurezza del torrente. Nel primo decennio del 2000 si è proceduto al ripristino di Villa Bellavitis e alla sistemazione del borgo rurale nel capoluogo.

### Simboli
Lo stemma e il gonfalone sono stati concessi con decreto del Presidente della Repubblica del 4 novembre 1951.
Il gonfalone è un drappo di azzurro.

## Monumenti e luoghi d'interesse

### Nel capoluogo
Il centro del borgo, con i suoi cortili chiusi da tradizionali archi, ha forma di cuore, a differenza delle frazioni che hanno pianta a carena di nave. In piazza San Biagio, di recente riportata all'aspetto originario del borgo rurale, si erge la chiesa di San Giacomo. Al suo interno un'interessante serie di alteri lignei del XVII secolo e uno in marmi policromi: il primo rappresenta momenti della vita di san Gregorio Magno, pontefice semplice e umile, ma dai grandi meriti. La pala dell'altare maggiore (G. Pietro Coda, 1630) raffigura, entro un'elaborata struttura lignea, San Giacomo in trono incoronato dagli angeli. Alla sua sinistra è raffigurato il cardinale san Carlo Borromeo e a destra san Gottardo, vescovo di origine tedesca. San Giacomo è dipinto, come da tradizione, con mantello ornato da una conchiglia, un bastone e un libro in mano; si notano i piedi scalzi, a indicare la fatica per la divulgazione del Vangelo nel mondo. Nella predella è illustrata una scena del martirio del Santo con bello sfondo di edifici in prospettiva. Una terza opera è dedicata a sant'Agnese martire, con a sinistra sant'Agata martire di Catania che regge un vassoio con i suoi seni recisi. 
Alla destra c'è una santa monaca (probabilmente santa Elisabetta regina di Ungheria) che porta un cesto pieno di mele come simbolo di abbondanza. Attorno all'edificio si stringe la "calle" San Giacomo, ricordo d'epoca veneziana.
Di fronte, palazzo Fabris (secolo XV), riconoscibile dalla torretta con finestre arcuate e soffitto decorato con lo stemma di famiglia. Attigua, in direzione Mortegliano, la villa veneta Busolini-Bellavitis, che fu dimora della narratrice Elena Fabris Bellavitis (1861-1904).
Seguendo il borgo della Chiesa si incontrano le vestigia dell'antica cortina (secoli XIV-XV), ancora riconoscibile, dove un tempo i borghigiani si rifugiavano al riparo dalle invasioni o dalle piene del Cormôr. All'interno il campanile e la settecentesca chiesa parrocchiale di San Biagio, con il pregevole altare maggiore in marmo dell'udinese Giovanni Mattiussi (1763), che eseguì, in collaborazione con il fratello Giuseppe, anche i due altari laterali (fine secolo XVIII, ora in parte modificati). Più oltre, in un dedalo di case e cortili tradizionali, l'edificio più antico del comune: la toresse (o torete) di Garzit (secolo XV), costruita per avvistamento contro le scorrerie dei turchi, appoggiata a una casaforte della stessa epoca.

### Nelle frazioni
- Galleriano: Chiesa parrocchiale, Chiesa campestre di San Giovanni Evangelista, Villa Trigatti, Castelliere Las rives.
- Nespoledo: Chiesa parrocchiale, Chiesa campestre di Sant'Antonio Abate, Corte là di Rubin, Cappella gentilizia Tosonorum.
- Santa Maria di Sclaunicco: Chiesa parrocchiale, Casa Gardenâl, Cappella votiva.
- Sclaunicco: Chiesa parrocchiale, Villa D'ombrosa, Parco urbano La Maleote.
- Villacaccia: Chiesa parrocchiale, Centro culturale I colonos, Aeroporto militare delle “Frecce Tricolori”.

### Il patrimonio storico e archeologico
La conoscenza del patrimonio storico e archeologico del territorio di Lestizza è stata fortemente incentivata grazie all'inserimento del comune nel Progetto Integrato Cultura, cui aderiscono quattordici amministrazioni del Medio Friuli tra il fiume Tagliamento ed il Cormôr.

## Società

### Evoluzione demografica
Abitanti censiti

### Lingue e dialetti
A Lestizza, accanto alla lingua italiana, la popolazione utilizza la lingua friulana. Ai sensi della deliberazione n. 2680 del 3 agosto 2001 della Giunta della Regione autonoma Friuli-Venezia Giulia, il Comune è inserito nell'ambito territoriale di tutela della lingua friulana ai fini della applicazione della legge 482/99, della legge regionale 15/96 e della legge regionale 29/2007.
La lingua friulana che si parla a Lestizza rientra fra le varianti appartenenti al friulano centro-orientale.

## Amministrazione
L'attuale sindaco in carica è Eddi Pertoldi.